# Helen Morse
Helen Morse (Anglaterra, 24 de gener de 1947) és una actriu australiana nascuda a Anglaterra que ha aparegut a pel·lícules, a la televisió i als escenaris. Va guanyar l'AFI (AACTA) Award a la millor actriu per la seva pel·lícula Caddie (1976), i protagonitzà la minisèrie A Town Like Alice (1981). Altres aparicions seves al cinema han estat Picnic at Hanging Rock (1975), Agatha (1979), Far East (1982) i The Eye of the Storm (2011). Morse va estar casada del 1967 fins al 1976 amb l'actor i director australià Sandy Harbutt, amb qui va protagonitzar Stone.
Morse va néixer a Harrow on the Hill, Middlesex, Anglaterra el 1947. Era la més gran de quatre fills; els seus pares eren metge i infermera. Es va traslladar el 1950 a Austràlia amb la seva família. Va estudiar al Presbyterian Ladies' College de Burwood (Victòria), i es va graduar al National Institute of Dramatic Art el 1965, i es va formar amb Brian Syron a Sydney.
Morse va guanyar el Premi AACTA la millor actriu protagonista per la seva actuació a la pel·lícula de 1976 Caddie. s seves notables actuacions en pantalla també inclouen papers a la pel·lícula Picnic at Hanging Rock (1975) i a la minisèrie de televisió A Town Like Alice. Des dels seus primers treballs ambb Jim Sharman als anys seixanta i setanta – A Taste of Honey, Terror Australis, As You Like It. Morse ha treballat en més de noranta produccions de teatre. Morse va tenir papers en moltes produccions de televisió, incloent tres episodis de The Doctor Blake Mysteries el 2014 (temporada 2), 2015 (temporada 3), i 2016 (temporada 4).

## Teatre
Morse ha treballat amb moltes companyies entre les quals hi ha Melbourne Theatre Company, The Ensemble, The Independent, Nimrod Theatre Company, Marian Street, Sydney Theatre Company, Hunter Valley Theatre Company, Queensland Theatre Company, Harvest Theatre Company (South Australia) i la State Theatre Company of South Australia.
El 2002, i novament el 2008, Morse va interpretar el paper de Theodora Goodman a l'adaptació d'Adam Cook's de l'obra de Patrick White The Aunt's Story. La seva interpretació el 2004 de Nancy a Frozen de Bryony Lavery amb la Melbourne Theatre Company li va valer una nominació al Premi Helpmann a la millor actriu en una obra. També en va ser nominada per les produccions de John d'Annie Baker (Melbourne Theatre Company), i Memorial d'Alice Oswald (Brink Productions). El 2020, va guanyar el Premi Green Room per la seva actuació a 33 Variations de Moises Kaufman (Cameron Lukey and Neil Gooding Productions).
- Terror Australis
- A Taste of Honey
- The Woman in the Window d'Alma De Groen
- Stephen Sondheim's A Little Night Music
- Stephanie Abrahams s Duet for One
- Blanche DuBois s A Streetcar Named Desire
- Katherine Mansfield a The Rivers of China
- Barbara a Europe de Michael Gow
- Carlotta a The Cherry Orchard
- Ariel a The Tempest
- Lizzie Morden in Our Country's Good
- Elizabeth Proctor a The Crucible
- Hannah a Arcadia de Tom Stoppard
- Away de Michael Gow
- Good Works de Nick Enright
- The Twilight Series FED/FEST
- Death and the Maiden ambh Sydney Theatre Company
- The Funniest Man in the World amb Keene/Taylor Theatre Projects
- Kaddish amb Keene/Taylor Theatre Projects
- Sundowner de Kate i David Denborough, gira nacional de 2013[7]
- Once in Royal David's City de Michael Gow, 2014 Belvoir
- Angels in America de Tony Kushner, 2017 representada al teatre Fortyfivedownstairs de Melbourne[8]
- 33 Variations de Moises Kaufman, 2020 Comedy Theatre Melbourne

## Filmografia
- Twelfth Night (1966) com Olivia
- You Can't See Round Corners (1967) (sèrie de televisió)
- Contrabandits (1967) com a Angela Carrol
- Homicide (1967–1972) (sèrie de televisió) (tres episodis)
- Riptide (1969) com Joanna Decker
- The Legend of Robin Hood (1971) (animació televisiva) (veu: Maid Marian)
- Spyforce (1971) (sèrie de televisió, dos episodis) com a Joan
- The Kenneth Connor Show (1972)
- Marco Polo (1972) (animació televisiva) (veu)
- Crisis (1972) (TV)
- Barrier Reef (1972) (TV) com Joan Norris
- Matlock Police (1972) (TV) com a Susan Williams
- Marion (1974) (sèrie de televisió) com a Marion Richards
- Division 4 (1969–1974) (sèrie de televisió) (six episodes)
- Ryan (1973–1974) (sèrie de televisió, two episodes)
- Stone (1974) com a Amanda (also costume designer)
- Picnic at Hanging Rock (1975) com a Mlle de Poitiers
- Luke's Kingdom (1976) (sèrie de televisió) com a Kate
- Caddie (1976) com a Caddie Marsh
- Agatha (1979) com a Evelyn Crawley
- A Town Like Alice (1981) (sèrie de televisió) com a Jean Paget
- Far East (1982) com a Jo Reeves
- Silent Reach (1983) (sèrie de televisió) com a Antonia Russell
- Out of Time (1984) (telefilm) com a Iris/Sammie
- Pozières (2000)
- Lost (2000) com a Mrs Harris
- The Prime Minister is Missing (2008) (documental) Narrador
- The Eye of the Storm (2011) com a Lotte
- The Mystery of a Hansom Cab (2012, ABC1) com a Mother Guttersnipe
- Downriver (2015) com a Mary
- Barracuda (2016 ABC sèrie de televisió) com a Margot